# フローレンス・ヨールズ
フローレンス・ヨールズ（Florence Y'alls）は、プロ野球独立リーグのフロンティアリーグ（西部地区）に加盟している野球チーム。本拠地は、アメリカ合衆国ケンタッキー州フローレンス。

## 概要
1994年にエリー・セイラーズ（Erie Sailors）として創設され、フロンティアリーグに加盟。同年、リーグ優勝を果たす。
1995年、本拠地変更に伴い、チーム名をジョンズタウン・スティール（Johnstown Steal）に変更。同年も、昨年に続きリーグ優勝を果たす。
1998年、チーム名をジョンズタウン・ジョニーズ（Johnstown Johnnies）に変更。2000年には、3度目のリーグ優勝を果たした。
2003年、本拠地変更に伴い、チーム名をフローレンス・フリーダム（Florence Freedom）に変更。このチーム名になってからは、リーグ優勝を果たせなかった。
2020年、オーナー変更に伴い、チーム名をフローレンス・ヨールズ（Florence Y'alls）に変更。地域のランドマークである「フローレンス・ヨール給水塔」にちなむ。

## 所属選手
- 塩屋大輔（1998、元：オリックス・ブルーウェーブ）
- 金本浩司（1998、元：シダックス）
- 村西辰彦（2003、元：日本ハムファイターズ）
- スティーブ・デラバー（2008、元：広島東洋カープ）
- アーロン・ウィルカーソン（2013、阪神タイガース）